# Eaglewatch
Eaglewatch is een Nederlandse vereniging die zich inzet voor de bescherming van roofvogels en uilen. De vereniging is in 1995 opgericht en is sinds 2002 actief op het internet. Alle roofvogels en uilen van de hele wereld zijn in kaart gebracht en per continent ondergebracht. De Amerikaanse zeearend is het symbool van de organisatie. Door het verstrekken van informatie hoopt de vereniging meer begrip te kunnen kweken voor roofvogels, mensen inzicht te geven voordat zij een vogel aanschaffen en een positieve bijdrage te kunnen leveren in de toename van roofvogels en uilen.